# Antoni Sella i Montserrat
Antoni Sella i Montserrat (Sitges, 1962 - Sitges, 4 de juliol del 2021) va ser un periodista català, director de l'Eco de Sitges del 2014 al 2020.

## Biografia
Es va llicenciar en Antropologia Cultural, però es va dedicar professionalment al periodisme. De primer, col·laborant amb L'Eco de Sitges; després, assumint la corresponsalia comarcal de Regió 3, suplement d'El Periódico de Catalunya al Penedès. Posteriorment escrigué a La Vanguardia i a les revistes El Temps i Sàpiens. En una altra faceta de la professió, entre 1991 i 1995 va ser cap de premsa de l'ajuntament de Sitges, amb una estreta relació amb l'aleshores alcalde, Jordi Serra i Villalbí.
Entre els anys 2000 i 2006 estigué vinculat al Museu Marítim de Barcelona en temes de comunicació. L'any 2005 va ser nomenat director del Consorci del Patrimoni de Sitges, càrrec des d'on el 2009 dirigí una breu represa de L'Amic de les Arts (continuant la primera, i mítica, etapa d'aquesta revista, 1926-1929). Al front de la institució que englobava els museus sitgetans, participà en la profunda reforma del Cau Ferrat i del Museu Maricel, i romangué en el càrrec fins al 2011. Entre els anys 2006 i 2012 va ser president de la centenària associació El Retiro de Sitges.
El desembre de 2013 començà a dirigir L'Eco de Sitges, en substitució de Josep Manuel Soler i Soler; va ser el primer director de l'històric setmanari que no pertanyia a la família Soler, i visqué en primera línia la profunda renovació del periòdic empresa en aquell moment. El juliol del 2020 va deixar el càrrec, després de dos anys de baixa per la malaltia que se l'enduria un any més tard, però continuà publicant-hi amb la consideració de director emèrit.
Rebé diversos reconeixements: el 2004, en el decurs de l'atorgament dels Premis Sitges, va ser distingit amb la Ploma d'Or, atorgada per Consell Municipal de Cultura; i, en el marc dels mateixos premis, el 2020 es creà el Concurs literari de relat breu Antoni Sella i Montserrat, concedit pels Museus de Sitges. Dues setmanes abans de morir va ser reconegut amb el Premi Eugeni Molero, en la modalitat de periodisme escrit, pel seu article Sitges 1642. Els galions perduts de la guerra dels Segadors, aparegut el juliol del 2020 a Sàpiens, revista on publicà també altres articles de portada: Redescobrim els víkings (núm. 226, gener 2021) i Els misteris dels íbers (núm. 232, juliol 2021) .
De família culta, el seu pare, Ventura Sella i Barrachina (Sitges, 15.4.1927), va ser professor d'institut, així com cronista local de l'Eco de Sitges durant vint anys, ha escrit llibres com Senyes de mar de mariners sitgetans o Joan Duran i Ferret, biografia d'un socialista històric català (2003), i ha traduït textos llatins antics de caràcter religiós; és cosí del ninotaire Antonio Mingote, també sitgetà d'origen. D'una generació posterior, i germà de l'Antoni Sella, Joan Sella i Montserrat (Sitges, 1960) és periodista i escriptor.